# Testakten
Testakten (eng. the Test Acts, eg. "testlagarna") är ett samlingsnamn på flera engelska lagar som utgjorde test av religionstillhörighet för att få inneha offentliga ämbeten. Den första engelska testakten är från 1400-talet, men det var först på 1600-talet, under Karl II:s tid, som man krävde att den som innehade ett offentligt ämbete skulle ta emot nattvarden enligt den engelska kyrkans ritual. Den första av Karl II:s testakter var Corporation Act från 1673, som förutom en ed som erkände monarkens överhöghet i religiösa spörsmål (Oath of Supremacy) även avkrävde engelska ämbetsmän att ta nattvarden inom statskyrkan inom ett år från tillträdandet. I Skottland hade en liknande lag införts 1567, mer än 100 år tidigare. På Irland infördes en testakt 1704.
1673 års testakt, vars fullständiga namn var An act for preventing dangers which may happen from popish recusants (En lag för att förhindra de faror som kan hota från papistiska rekustanter), utökade kraven. Nattvarden skulle nu tas inom tre månader, och ämbetsmannen skulle skriva under en deklaration mot transsubstantiationsläran. Denna lag omfattade inte adelsmän, vilket åtgärdades 1678 av en ny akt. I denna krävde att adelsmän samt medlemmar av underhuset skulle uttala sig mot transsubstiationsläran, åkallande av helgon samt mässoffret.
Kravet på att ta emot kyrkans sakrament för att kunna hålla ett offentligt ämbete avskaffades av Georg IV. Alla lagar som innebar krav på eder och deklarationer mot transsubstiationsläran och liknande avskaffades genom en lag från 1829, Roman Catholic Relief Act 1829. Helt avskaffades religionstvånget för ämbetsmän i England först på 1870-talet, 1871 på Irland och 1889 i Skottland. Motsvarande lagar, för jämförelse, i Sverige förhindrade katoliker från att ingå i Sveriges regering eller utbilda sig till lärare eller sjuksköterska fram till 1951, även om aktiva krav på att ingå i Svenska kyrkan endast kvarstår för konungen och tronföljaren.